# Golke (Karstquelle)
Koordinaten: 51° 5′ 32,8″ N, 10° 37′ 10,9″ O
Die Golke ist eine Karstquelle bei Bad Langensalza in Thüringen.

## Lage
Die Golke bildet den Ursprung des Flusses Salza südwestlich von Ufhoven. Sie setzt sich aus zwei Quellen, der Großen und Kleinen Golke, zusammen.

## Große Golke
Die Große Golke ist mit durchschnittlich 240 Liter pro Sekunde die stärker schüttende der beiden Karstquellen. Ihr blau schimmernder Quelltopf ist am Grund mit Sand bedeckt, der durch den enormen Druck des austretenden Wassers ständig aufgewirbelt wird. Er hat eine Tiefe von etwa vier Metern. Erstmals wurde die Quelle 1537 urkundlich erwähnt. Die Erdfallquelle befindet sich hinter dem Gebäude eines Wasserwerkes in einem nur schwer erreichbaren, seit 1938 unter Naturschutz stehenden kleinen Wäldchen. Betreten des Geländes und Tauchen im Quelltopf ist daher untersagt. Die abfließende Salza vereinigt sich nach etwa 40 Metern mit dem von links kommenden Abfluss der Kleinen Golke.

## Kleine Golke

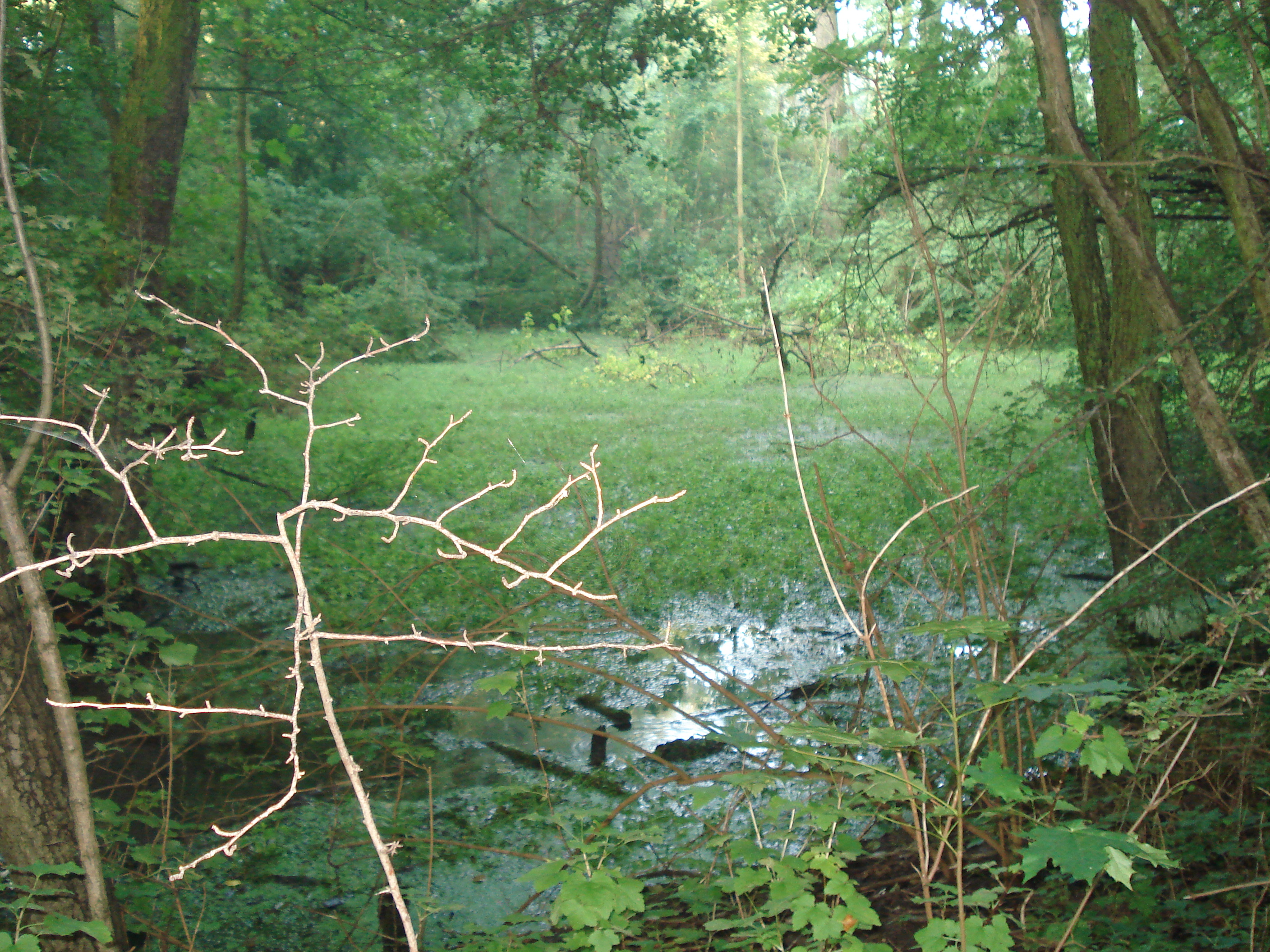
Die Kleine Golke

Die Kleine Golke befindet sich weiter südwestlich der anderen Quelle. Ihr klarer Quelltopf ist mit Wasserpflanzen überwachsen, wurde 1821 vom Bodenschlamm gereinigt und mit einem Erdwall umgeben. Der Quelltrichter hat einen kreisförmigen Umfang und ist drei Meter tief. Die mittlere Schüttung liegt bei 120 Liter pro Sekunde. Nachdem die Salza aus der Quelle über einen Pegel abfließt, mündet von rechts der Zimmerbach.

## Geologie
Durch verstärkte Kalklösung im wärmeren Klima der Zwischeneiszeiten und im Holozän kam es um Bad Langensalza zur Bildung von festen Travertinen und im Unterlauf der Salza zu Kalksandablagerungen.

## Die Golke im Film
- Wasserwelten – Quellen. Dokumentarfilm, Deutschland. Produktion: WDR